# L-tecknat gräsfly
L-tecknat gräsfly (Mythimna l-album) är en fjärilsart som först beskrevs av Carl von Linné 1767.  L-tecknat gräsfly ingår i släktet Mythimna, och familjen nattflyn. Arten är reproducerande i Sverige.